# コルド・ミチェレナ
コルド・ミチェレナ（バスク語: Koldo Mitxelena Elissalt, バスク語発音: [koldo mitʃelena], 1915年8月20日 – 1987年10月11日）は、スペイン・ギプスコア県エレンテリア出身の言語学者、政治活動家、バスク語教授。バスク語のコルドはカスティーリャ語のルイスに、バスク語のMitxelenaはカスティーリャ語のMichelenaに対応しており、カスティーリャ語風にルイス・ミチェレナ(Luis Michelena)と表記されることもある。「バスク語最高の学者」と称される。

## 経歴

### 政治活動
祖先はフランス領バスクのラブール出身である。ミチェレナは1915年にギプスコア県・エレンテリアに生まれ、バスク語を愛した。ミチェレナ家はバスク・ナショナリズムに浸っており、青年期にはバスク民族主義党(PNV)の活動家となった。1936年からのスペイン内戦にはバスク軍将校として参加し、サントーニャで逮捕されて死刑判決を受けたが、5年の服役の後に減刑されて1943年に出獄し、フランコ独裁政権下では地下組織の運動に参加した。1946年にふたたび逮捕されたが、釈放後にはバスク民族主義党のフアン・デ・アフリアゲラの個人秘書となった。

### 統一バスク語
1952年にはエウスカルツァインディア（バスク語アカデミー）に参加してバスク語統一部門を指揮した。1958年からはサラマンカ大学の教員としてバスク語と文学を教え、スペインの大学でバスクに関わる学問を教えた初の教員となった。1959年には博士号を取得している。1968年にはインド・ヨーロッパ語学の教授となったが、1969年から1971年には一時的にサラマンカを離れ、フランスのソルボンヌにある高等研究実習院で比較言語学を教えた。サラマンカでは1977年までにカスティーリャ語とバスク語で膨大な著作を残した。
サラマンカ大学の教職とエウスカルツァインディアでの活動を並行し、1968年には統一バスク語（バトゥア）を制定した。復古的な色彩をもった統一バスク語はフランス領バスクも含めた形でのバスク語の標準化を目指したが、文献学者・歴史学者のラモン・メネンデス・ピダルなどは統一バスク語の人工性を批判している。

### バスク大学設立
民主化移行期の1977年にはアラバ県ビトリアに移り、バスク州政府のバスク語部門の顧問としてバスク大学(UPV/EHU)の創設に関わると、1978年からはビトリアのバスク大学でバスク語を教えた。レアル・アカデミア・エスパニョーラ（王立スペイン語アカデミー）の会員となり、政治的にはバスク民族主義党から分裂したバスク連帯(EA)の一員となった。

### 『総合バスク語辞典』
1905年-1906年に刊行されたレスレクシオン・マリア・デ・アスクエの辞書『バスク語・スペイン語・フランス語辞典』の在庫が切れると、ミチェレナはエウスカルツァインディアの依頼で改定版辞書の刊行に取り組んだ。ミチェレナの作業は改定版とは言えないほど大掛かりなものとなり、ミチェレナ自身は改定版の刊行を待たずに1987年に死去したが、エウスカルツァインディアのイボン・サラソラが作業を引き継いで2005年に刊行した。この『総合バスク語辞典』は全26巻の大作であり、出版元はエウスカルツァインディア、著者はアスクエではなくミチェレナの名前が用いられている。
この辞典はバスク語諸方言のあらゆる語彙を収集することを目指しており、400人以上の書き手による1,000以上のバスク語文献が出典とされている。基本的語彙には多くのページが当てられ、例えば「風」(haize)は12ページにも及んでいる。バスク語以外からの借用語も積極的に収録しており、例えば「システム」(sistema)も見出し語となっている。